# Laroque (Gironda)
Laroque è un comune francese di 268 abitanti situato nel dipartimento della Gironda nella regione della Nuova Aquitania.

## Società

### Evoluzione demografica
Abitanti censiti